# 宁图
宁图（Nintu）是一条古巴比伦神话中的母蛇，形象是头上长角，腰以上是人以下是蛇，左手还抱着一个正在吃奶的婴儿。有一次一只老鹰吃了她的儿子，他向太阳神控诉，太阳神命她躲在一头野牛的尸体的内脏里。老鹰来吃牛，她冲出来抓住老鹰，拔掉他的翅膀，不能飞的老鹰最终饿死了。